# Juncus subsecundus
Juncus subsecundus är en tågväxtart som beskrevs av Norman Arthur Wakefield. Juncus subsecundus ingår i släktet tåg, och familjen tågväxter. Inga underarter finns listade i Catalogue of Life.